# George Macovescu

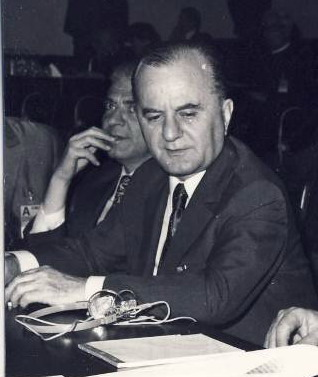
George Macovescu bei einer Sitzung der Konferenz über Sicherheit und Zusammenarbeit in Europa (KSZE) in Helsinki (1975)

George Macovescu (* 28. Mai 1913 in Joseni, Kreis Buzău; † 2002) war ein rumänischer Schriftsteller und Politiker der Rumänischen Kommunistischen Partei (PCR), der mehrere Jahre Außenminister war.

## Leben
Macovescu studierte nach dem Schulbesuch an der Universität Bukarest Rechtswissenschaften mit Abschluss als Diplomjurist. Daneben arbeitete in den 1930er Jahren als Journalist und verfasste Artikel für verschiedene linksgerichtete Tageszeitungen wie Adevărul und Dimineaţa. 1936 wurde er Mitglied der PCR und unterstützte nach dem Beginn des Zweiten Weltkrieges die antifaschistische Bewegung gegen die den Achsenmächten beigetretene Regierung von Ion Antonescu.
Nach dem Ende des Krieges wurde er zuerst 1945 Generalsekretär des Kommunikationsministeriums und war danach zwischen 1947 und 1949 Botschafter im Vereinigten Königreich. Nach seiner Rückkehr nach Bukarest wurde er Direktor im Außenministerium, ehe er 1952 aus dem Diplomatischen Dienst ausgeschlossen wurde. Darüber hinaus war er zwischen 1949 und 1981 Professor für rumänische Sprache und Literatur. Nachdem er zwischen 1952 und 1955 stellvertretender Chefredakteur der Zeitung Gazeta literară war, war er von 1955 bis 1959 Generaldirektor der Rumänischen Filmanstalt.
1959 wurde er wieder in den diplomatischen Dienst aufgenommen und war bis 1961 sowohl Botschafter in den Vereinigten Staaten als auch Mitglied der Delegation bei den Vereinten Nationen. 1961 wurde Macovescu zuerst Vizeaußenminister und danach 1967 Erster Vizeaußenminister.
Am 18. Oktober 1972 erfolgte seine Ernennung zum Außenminister Rumäniens und damit zum Nachfolger von Corneliu Mănescu. In dieser Funktion setzte sich Macovescu, der mit einer Jüdin verheiratet war, weiterhin für eine Verbesserung der Beziehungen zu Israel ein und engagierte sich auch als Vermittler im Konflikt zwischen Israel und Ägypten. Als Außenminister war er zeitgleich auch von Oktober 1972 bis März 1978 Mitglied im Verteidigungsrat der Sozialistischen Republik Rumänien, eines der höchsten Gremien der Sozialistischen Republik und das maßgebliche Organ für Fragen der nationalen Verteidigung. Am 21. Oktober 1975 wurde ihm das Großkreuz des Ordens des Infanten Dom Henrique verliehen. Am 23. März 1978 folgte ihm Ștefan Andrei im Amt des Außenministers.
Im Anschluss war er noch zwischen 1978 und 1982 Präsident der Uniunea Scriitorilor din România, des Schriftstellerverbandes Rumäniens.

## Veröffentlichungen
Macovescu war neben seiner politischen Tätigkeit als Schriftsteller tätig und veröffentlichte zahlreiche Werke wie eine Biografie über den Pädagogen Gheorghe Lazăr und theoretische Schriften über Literaturtheorie und -kritik wie:
- Contradicții în Imperiul Britanic, 1950
- Viața și opera lui Al. Sahia, 1950
- Gheorghe Lazăr, 1954
- Unele probleme ale reportajului literar, 1956
- Oameni și fapte, 1957
- Introducere în știința literaturii, 1962
- Vârstele timpului, 1971
- Catargele înalte, 1972
- Farmecul pământului. Jurnal la marginea dintre vis și viață, 1982
- Semnul dintre ochi, 1983
- Undeva, cândva, 1985
- Trecânde anotimpuri, 1988